# Julian Draxler
Julian Draxler (Gladbeck, 20 de setembro de 1993) é um futebolista alemão que atua como meio-campista ou ponta-esquerda. Atualmente, joga no Al-Ahli SC, do Catar.

## Carreira

### Schalke 04
Draxler estreou com a camisa do Schalke 04 na partida contra o Hamburgo, no dia 15 de janeiro de 2011. Entrou na história por ser o quarto jogador mais jovem a jogar na Bundesliga. Na época, tinha apenas 17 anos. Dez dias depois marcou seu primeiro gol como profissional, após entrar no decorrer da prorrogação da partida contra o Nuremberg, pela Copa da Alemanha, ele marcou nos minutos finais, garantindo o avanço do clube que viria a se sagrar campeão. Seu primeiro gol na Bundesliga foi contra o St. Pauli em 1 de abril de 2011. Julian Draxler foi um dos principais jogadores do Schalke e era considerado uma das maiores promessas do futebol alemão.
Após ótimo nível foi negociado encerrando sua passagem pelo Schalke onde Draxler realizou um total de 170 partidas, marcado 30 gols e realizado 29 assistências, além de conquistar dois títulos.

### Wolfsburg
Em 31 de agosto de 2015 foi contratado pelo Wolfsburg para cinco temporadas com a responsabilidade de substituir Kevin De Bruyne, que foi vendido ao Manchester City. Infelizmente o rendimento não foi o esperado pelo clube, e que resultou em uma rápida transferência.
Ele durou apenas uma temporada e meia no Wolfsburg, marcando apenas cinco gols em 34 jogos.

### Paris Saint-Germain
Em 24 de dezembro de 2016, o Wolfsburg confirmou a venda de Draxler ao Paris Saint-Germain por 40 milhões de euros.
Draxler fez parte do grupo dos "indesejados" do técnico Christophe Galtier. Onde ficou treinando com a equipe principal. Devido a lesões em sua última época participou de apenas 24 jogos, sendo a grande maioria vindo do banco de suplentes. Em poucos minutos, o jogador conseguiu contribuir com apenas dois gols e duas assistências.

### Benfica
Julian Draxler assinou em 31 de agosto de 2022, contrato com o Benfica por empréstimo do PSG. Draxler ganha 7 milhões de euros líquidos, sendo que os parisienses vão pagar maior parte do salário.
Deixou o clube ao fim da temporada de 2022–23. Conquistou a Primeira Liga durante sua passagem pelo clube português.

### Al-Ahli SC
No dia 18 de setembro de 2023, o Al Ahli, do Catar, anunciou a contratação de Julian Draxler. O meia alemão assinou um contrato válido por duas temporadas. De acordo com o jornalista Florian Plettenberg, da Sky Sports, o clube catari desembolsou cerca de 20 milhões de euros (cerca de R$ 104 milhões) para acertar com o atleta alemão.
No dia 7 de janeiro de 2025, Draxler assinou uma extensão de contrato com o clube catari até 2028.

## Seleção Alemã
Estreou pela Seleção Alemã principal em 26 de maio de 2012 em partida amistosa contra a Suíça. Participou da Copa do Mundo FIFA de 2014 e da Copa das Confederações de 2017.

### Copa das Confederações de 2017
Draxler foi um dos convocados pelo técnico Joachim Löw para a disputa do torneio, na qual se sagraria campeão. Na estreia marcou seu único gol na competição, após seu companheiro de time Leon Goretzka sofrer pênalti

## Estatísticas
Atualizado até 20 de dezembro de 2020.

### Clubes
| Equipe              | Temporada         | Campeonato nacional | Campeonato nacional | Copas nacionais | Copas nacionais | Competições continentais | Competições continentais | Outros torneios | Outros torneios | Total | Total |
| Equipe              | Temporada         | Jogos               | Gols                | Jogos           | Gols            | Jogos                    | Gols                     | Jogos           | Gols            | Jogos | Gols  |
| ------------------- | ----------------- | ------------------- | ------------------- | --------------- | --------------- | ------------------------ | ------------------------ | --------------- | --------------- | ----- | ----- |
| Schalke 04          | 2010–11           | 15                  | 1                   | 3               | 2               | 6                        | 0                        | –               | –               | 24    | 3     |
| Schalke 04          | 2011–12           | 30                  | 2                   | 2               | 1               | 13                       | 2                        | 1               | 0               | 46    | 5     |
| Schalke 04          | 2012–13           | 30                  | 10                  | 3               | 2               | 6                        | 1                        | –               | –               | 39    | 13    |
| Schalke 04          | 2013–14           | 26                  | 2                   | 2               | 0               | 10                       | 4                        | –               | –               | 38    | 6     |
| Schalke 04          | 2014–15           | 15                  | 2                   | 1               | 0               | 3                        | 0                        | –               | –               | 19    | 2     |
| Schalke 04          | 2015–16           | 3                   | 1                   | 1               | 0               | –                        | –                        | –               | –               | 4     | 1     |
| Schalke 04          | Total             | 119                 | 18                  | 12              | 5               | 38                       | 7                        | 1               | 0               | 170   | 30    |
| Wolfsburg           | 2015–16           | 21                  | 5                   | 1               | 0               | 9                        | 3                        | –               | –               | 31    | 8     |
| Wolfsburg           | 2016–17           | 13                  | 0                   | 1               | 0               | –                        | –                        | –               | –               | 14    | 0     |
| Wolfsburg           | Total             | 34                  | 5                   | 2               | 0               | 9                        | 3                        | –               | –               | 45    | 8     |
| Paris Saint-Germain | 2016–17           | 17                  | 4                   | 6               | 5               | 2                        | 1                        | –               | –               | 25    | 10    |
| Paris Saint-Germain | 2017–18           | 30                  | 4                   | 9               | 1               | 8                        | 0                        | –               | –               | 47    | 5     |
| Paris Saint-Germain | 2018–19           | 31                  | 3                   | 8               | 2               | 7                        | 0                        | –               | –               | 46    | 5     |
| Paris Saint-Germain | 2019–20           | 10                  | 0                   | 7               | 0               | 5                        | 0                        | –               | –               | 22    | 0     |
| Paris Saint-Germain | 2020–21           | 24                  | 4                   | 5               | 0               | 5                        | 0                        | –               | –               | 34    | 4     |
| Paris Saint-Germain | 2021–22           | 18                  | 2                   | 1               | 0               | 4                        | 0                        | 1               | 0               | 24    | 2     |
| Paris Saint-Germain | Total             | 130                 | 17                  | 36              | 8               | 31                       | 1                        | 1               | 0               | 198   | 26    |
| Total na carreira   | Total na carreira | 288                 | 40                  | 45              | 13              | 79                       | 11                       | 2               | 0               | 413   | 64    |

## Títulos
Schalke 04
- Copa da Alemanha: 2010–11
- Supercopa da Alemanha: 2011

Paris Saint-Germain
- Campeonato Francês: 2017–18, 2018–19, 2019–20, 2021–22
- Copa da França: 2016–17, 2017–18, 2019–20, 2020–21
- Copa da Liga Francesa: 2016–17, 2017–18, 2019-20

Benfica
- Primeira Liga: 2022–23

Seleção Alemã
- Copa do Mundo FIFA: 2014
- Copa das Confederações FIFA: 2017

### Prêmios individuais
- Medalha Fritz Walter: 2011
- Equipe da Temporada da Bundesliga pela Kicker: 2013–14
- Jogador Jovem do Ano da Bundesliga: 2013–14
- Bola de Ouro da Copa das Confederações FIFA de 2017